# 3979 Brorsen
3979 Brorsen este un asteroid din centura principală, descoperit pe 8 noiembrie 1983 de Antonín Mrkos.